# 求安録
『求安録』（きゅうあんろく）は、無教会派の創始者内村鑑三の代表的な著作である。『基督信徒の慰』の後編のように書かれた著作である。多くの文化人に影響を与えた。

## 経緯
『基督信徒の慰』が書かれた直後に執筆された。1891年から1893年の大阪時代にほぼ完成し、1893年8月の熊本時代の終わり頃に出版された。

## 内容
内村の作品の中ではもっとも理論的な著書の一つである。上部と下部の2部構成であり、「上の部」は「罪を犯し歎じ、歎じて怖れ、怖れて失望し、失望して同じ罪を犯す。」という人間の矛盾した姿と、その矛盾から起こる苦しみより逃れために人間が発明した技術（脱罪術）が述べられている。リバイバル、学問、資源の研究、慈善活動、神学研究などである。「下の部」で神によって供えられた救いが書かれている。それは、神の独り子をそのままに信じることであると述べられている。